# Škola otců
Škola otců je český film z roku 1957, jde o režijní debut režiséra a scenáristy Ladislava Helgeho ve spolupráci se scenáristou a autorem literární předlohy Ivanem Křížem. Jde o psychologické drama poctivého, upřímného a nebojácného učitele základní školy Pelikána, který je nucen čelit lidské zlobě, pokrytectví a nepochopení. Hlavní roli ztvárnil Karel Höger.

## Tvůrčí tým
- Režie: Ladislav Helge
- Námět: Ivan Kříž
- Scénář: Ivan Kříž, Ladislav Helge
- Kamera: Ferdinand Pečenka
- Hudba: Gustav Křivinka

## Postavy a obsazení
- Pelikán - Karel Höger
- Jeho žena - Vlasta Chramostová
- Andulka Novotná - Blažena Holišová
- Ředitel Pohanka - Josef Mixa
- Bajtek - Ladislav Pešek
- Janouchová - Marie Vášová
- Předseda ONV Janouch - Vladimír Hlavatý
- Mlčoch - Rudolf Hrušínský
- Školník - Stanislav Neumann
- Kotačková - Helena Kružíková
- Burian - Josef Beyvl
- Bláha - Arnošt Faltýnek
- Bedrnová - Stella Zázvorková
- Lojzík - Petr Adámek
- Vašík Janouch - Aleš Košnar
- Věruška - Jana Chlumská
- Blaženka - Hana Kazdová

## Uvedení a přijetí
Film měl premiéru 8. listopadu 1957. Úspěch slavil u kritiky, čelných politických představitelů i publika, jeho 8 863 představení v kinech tehdy zhlédlo 1 467 000 diváků.
Koncem února 1959 se však v Banské Bystrici uskutečnil 1. festival československého filmu, kde byly mimo jiné zhodnoceny výsledky domácí kinematografie. Např. ministr školství a kultury František Kahuda ostře kritizoval pochyby a morální otazníky nahrazující ve filmech optimistické perspektivy. Terčem stranických i filmařských připomínek se stala také Škola otců. Následující dílo tvůrčí dvojice Helge–Kříž Velká samota postihl cenzorský zásah, když se musel přetočit závěr filmu.
Od roku 1969 nebylo z politických důvodů povoleno veřejné promítání filmu, snímek se stal tzv. trezorovým filmem.